# Canton de Chaudes-Aigues
Le canton de Chaudes-Aigues était une division administrative française, située dans le département du Cantal en région d'Auvergne. Il a été supprimé en 2015 à l'issue du redécoupage des cantons du département.

## Composition
Le canton de Chaudes-Aigues regroupait 12 communes :
- Anterrieux
- Chaudes-Aigues
- Deux-Verges
- Espinasse
- Fridefont
- Jabrun
- Lieutadès
- Maurines
- Saint-Martial
- Saint-Rémy-de-Chaudes-Aigues
- Saint-Urcize
- La Trinitat

## Histoire
Le canton a été supprimé en 2015 à l'issue du redécoupage des cantons du département : les 12 communes font partie du nouveau canton de Neuvéglise.

## Représentation

### Conseillers d'arrondissement (de 1833 à 1940)
| Période                                  | Période      | Identité                           | Étiquette  | Qualité |
| ---------------------------------------- | ------------ | ---------------------------------- | ---------- | --- |
| 1833                                     | 1848         | M. Pascal                          |            | Propriétaire à Chaudesaigues                                                                                |
| 1848                                     | 1867         | Joseph Rougier (1813-1892)         |            | Notaire, maire de Chaudesaigues                                                                             |
| 1867                                     | 1871         | Guillaume Verdier-Chantal          | Libéral    | Propriétaire à Chaudesaigues                                                                                |
| 1871                                     | 1886         | Pierre-Dur Bouniol                 |            | Médecin à Chaudesaigues                                                                                     |
| 1886                                     | 1895         | Jean-Baptiste Vaissier (1820-1897) |            | Notaire, propriétaire à Saint-Urcize                                                                        |
| 1895                                     | 1907         | Jean-Louis Bergounhon (1868-1948)  | Radical    | Notaire, maire de Saint-Urcize                                                                              |
| 1907                                     | 1911 (décès) | Charles Peyralbe (1844-1911)       | Droite     | Curé-doyen de Chaudesaigues                                                                                 |
| Fév.1912                                 | 1928         | Jean-François Legrand (1872-1947)  |            | Huissier à Chaudesaigues                                                                                    |
| 1928                                     | 1940         | Henri Moisset                      | Droite PSF | Propriétaire, adjoint au maire de Saint-Urcize                                                              |
| 1940                                     |              |                                    |            | Les conseils d'arrondissement ont été suspendus par la loi du 12 octobre 1940 et n'ont jamais été réactivés |
| Les données manquantes sont à compléter. |              |                                    |            | |

En Juillet 1907, l'Abbé Charles Peyralbe, curé-doyen de Chaudes-Aigues, soutenu par la droite locale, est élu contre le conseiller sortant, le radical Jean-Louis Bergounhon, maire de Saint-Urcize, soutenu par la gauche.
Le soir du vote, un groupe de manifestants parcourait les rues de la commune de Saint-Urcize en criant "Vive Bergounhon ! Vive la République ! À bas la calotte !"  Au moment où ils arrivaient devant le débit tenu par le maire, un certain nombre de partisans du curé Peyralbe sortirent et se dirigèrent vers les manifestants. Une bagarre eut lieu : des coups de bouteilles et des coups de cailloux furent échangés, des coups de feu retentirent. Une enquête est ouverte. Nous en ferons connaitre le résultat. Procès-verbal a été dressé aux débitants qui n'avaient pas fermé à l'heure réglementaire.
(Source : "L'Auvergnat de Paris" du dimanche 4 août 1907, consulté le 14 janvier 2024 sur Retronews).

### Conseillers généraux de 1833 à 2015
| Période | Période          | Identité                                           | Étiquette                      | Qualité |
| ------- | ---------------- | -------------------------------------------------- | ------------------------------ | --- |
| 1833    | 1848             | Jean-Baptiste Barlier de Chaudesaigues (1780-1865) |                                | Propriétaire, maire de Chaudesaigues Ancien député (1824-1827)                                                                                      |
| 1848    | 1864             | Baptiste Podevigne                                 |                                | Juge de paix à Chaudesaigues puis à Saint-Flour |
| 1864    | 1871             | Louis Ipcher (1830-1902)                           |                                | Président honoraire du Tribunal civil de Saint-Flour                                                                                                |
| 1871    | 1880             | Jean-Baptiste Auguste Abrial                       | Droite                         | Notaire - Maire de Chaudesaigues (1865-1881) |
| 1880    | 1892             | Albert Roussilhe                                   | Républicain                    | Notaire - Maire de Chaudesaigues (1882-1896) |
| 1892    | 1904             | Ludovic Ginesty                                    | Républicain                    | Maire de Chaudesaigues (1896-1904) |
| 1904    | 1906 (démission) | Pierre Brémont                                     | Républicain                    | Docteur en médecine Maire de Chaudesaigues (1904-1914)                                                                                              |
| 1906    | 1910             | François-Charles Bos                               | Radical Socialiste             | Journaliste puis avocat Ancien Député de la Seine (1898-1906) Ancien conseiller municipal de Paris (19ème arrondissement - Quartier Amérique)       |
| 1910    | 1919             | Pierre Brémont                                     | Républicain Progressiste       | Docteur en médecine Maire de Chaudesaigues (1904-1914)                                                                                              |
| 1919    | 1928 (démission) | Pierre Ludovic Ginesty                             | Rad.                           | Ancien notaire à Chaudes-Aigues puis à Toulouse Ancien Maire de Chaudes-Aigues (1896-1904)                                                          |
| 1928    | 1934             | Frédéric François-Marsal                           | URD                            | Militaire puis directeur de banque Sénateur (1921-1930) Ministre (1920-1924) Président du Conseil (juin 1924)                                       |
| 1934    | 1940             | Fernand Besson                                     | RG                             | Docteur en médecine Membre de la Commission administrative du Cantal (1941-1942) Nommé conseiller départemental en 1942                             |
|         |                  |                                                    |                                | |
| 1945    | 1949             | Jean Julien (1909-1970)                            | PPUS                           | Cultivateur Maire de Chaudes-Aigues (1945-1953) |
| 1949    | 1992             | Pierre Raynal                                      | DVD puis UNR puis UDR puis RPR | Médecin - Suppléant de Georges Pompidou (1968-1969) Député (1969-1993) Président du Conseil Général (1976-1988) Maire de Chaudes-Aigues (1953-1995) |
| 1992    | 2004             | Pierre Brousse (1934-2022)                         | RPR                            | Ingénieur agronome, directeur de la station thermale Maire de Chaudes-Aigues de 1995 à 2008                                                         |
| 2004    | 2015             | Madeleine Baumgartner                              | DVD                            | Préparatrice en pharmacie Maire de Chaudes-Aigues (2008-2014) Vice-présidente du Conseil général                                                    |

### Résultats électoraux détaillés
- Élections cantonales de 2004 : Madeleine Baumgartner   (Divers droite) est élue au 1er tour avec 54,2 % des suffrages exprimés, devant Pierre Brousse (UMP) (22,21 %) et Christian Reversat (PS) (15,81 %). Le taux de participation est de 76,17 % (1 637 votants sur 2 149 inscrits)[6].
- Élections cantonales de 2011 : Madeleine Baumgartner   (Divers droite) est élue au 2e tour avec 55,19 % des suffrages exprimés, devant Alain Gaillard (Alliance centriste) (30,74 %) et Serge Dumazel  (VEC) (9,53 %). Le taux de participation est de 69,54 % (1 422 votants sur 2 045 inscrits)[7].

## Démographie
| 1962  | 1968  | 1975  | 1982  | 1990  | 1999  | 2006  | 2011  | 2012  |
| ----- | ----- | ----- | ----- | ----- | ----- | ----- | ----- | ----- |
| 3 929 | 3 516 | 3 324 | 3 024 | 2 865 | 2 682 | 2 604 | 2 437 | 2 440 |